# Măgureni
Măgureni est une commune roumaine du județ de Prahova, dans la région historique de Valachie et dans la région de développement du Sud.

## Géographie
La commune de Măgureni est située dans l'ouest du județ, à la limite avec le județ de Dâmbovița, sur la rive gauche de la Prahova, dans les collines subcarpathiques de la Prahova, à 10 km au sud de Câmpina et à 25 km au nord-ouest de Ploiești, le chef-lieu du județ.
La municipalité est composée des trois villages suivants (population en 1992) :
- Cocorăștii Captii (880) ;
- Lunca Prahovei (1 108) ;
- Măgureni (4 777), siège de la commune.

## Politique
Le Conseil Municipal de Măgureni compte 15 sièges de conseillers municipaux. À l'issue des élections municipales de juin 2008, Gheorghe Iarca (PNL) a été élu maire de la commune.
| Parti                          | Nombre de conseillers |
| ------------------------------ | --------------------- |
| Parti national libéral (PNL)   | 7                     |
| Parti démocrate-libéral (PD-L) | 4                     |
| Parti social-démocrate (PSD)   | 3                     |
| Parti conservateur             | 1                     |

## Religions
En 2002, la composition religieuse de la commune était la suivante :
- Chrétiens orthodoxes, 97,25 % ;
- Adventistes du septième jour, 2,59 %.

## Démographie
En 2002, la commune comptait 6 627 Roumains (99,95 %).
| 1992  | 2002  | 2007  |
| ----- | ----- | ----- |
| 6 765 | 6 630 | 6 598 |

## Économie
L'économie de la commune repose sur l'agriculture, l'exploitation des forêts, l'industrie du bois, la construction mécanique et l'industrie alimentaire.

## Jumelage
- Courcebœufs (France)

## Communications

### Routes
La route régionale DJ101P se dirige vers Câmpina au nord et vers Florești et la DN1 Ploiești-Brașov au sud. La DJ115B se dirige, quant à elle, vers l'ouest, la ville de Moreni et le județ de Dâmbovița.

### Voies ferrées
La gare la plus proche est celle de Florești sur la ligne de chemin de fer Ploiești-Brașov.

## Lieux et monuments
- Église de la Sainte Trinité (Sf. Treime) de 1674.

- Ruines du château Draghicu Măgureanu de 1670.